# Assassin de Aru Ore no Status ga Yūsha Yori mo Akiraka ni Tsuyoi Nodaga
Assassin de Aru Ore no Status ga Yūsha Yori mo Akiraka ni Tsuyoi Nodaga (japanisch 暗殺者である俺のステータスが勇者よりも明らかに強いのだが) ist ein japanischer Online-Fortsetzungsroman von Matsuri Akai, der seit 2017 erscheint und seither in mehrere andere Medien umgesetzt wurde. Es kamen Adaptionen als Light Novel und Manga, letzterer erscheint auf Deutsch als My Status as an Assassin obviously exceeds the Hero’s. Für 2025 ist eine Umsetzung als Anime angekündigt.

## Inhalt
Zusammen mit dem Rest seiner Oberschulklasse wird der sehr durchschnittliche Akira Oda in eine Fantasy-Welt Morigan beschworen. Dort erhalten alle Schüler magische Gaben. Akiras unauffällige Art wird zur Fähigkeit, von anderen nicht bemerkt zu werden, und er zu einem Attentäter. Doch seine schon zu Beginn ungewöhnlich guten Fähigkeiten machen ihn misstrauisch. Während die Gruppe eigentlich im Auftrag des Königs den Dämonenkönig bekämpfen soll, forscht Akira nach und kommt so einem Komplott auf die Schliche, das auf den König selbst zurückgeht, der ihn beschwören ließ. So macht sich Akira im König einen mächtigen Feind, den er besiegen muss, um die Welt wieder in Ordnung zu bringen. Die Elfenkriegerin Amelia Rosequartz, ein Geistermedium und Abenteurerin, steht ihm mit hoher Kampfkraft zur Seite.

## Veröffentlichungen
Die Geschichte wurde zunächst ab Januar 2017 von Matsuri Akai auf der Online-Plattform Shōsetsuka ni Narō veröffentlicht. Im November des gleichen Jahres startete dann eine Fassung als Light Novel beim Verlag Overlap. Die Illustrationen stammen von Tōzai. Die Reihe hat bisher einen Umfang von vier Bänden.
Im Juli 2018 startete dann im Online-Magazin Comic Gardo beim gleichen Verlag eine Umsetzung als Manga, geschrieben und gezeichnet von Hiroyuki Aigamo nach der Geschichte von Matsuri Akai. Wegen einer Krebserkrankung Aigamos wurde der Manga von 2020 bis 2022 unterbrochen. Seit Januar 2025 wird von Tokyopop eine deutsche Fassung des Mangas in bisher drei Bänden veröffentlicht (Stand Juli 2025). Die Übersetzung stammt von Marina Andreae. Bei Seven Seas Entertainment sowohl Manga als auch Light Novel auf Englisch.
Im Februar 2025 wurde für Oktober 2025 wurde eine Umsetzung als Anime-Fernsehserie angekündigt. Die Serie entsteht bei Studio Sunrise. Regie führt Nobuyoshi Habara, das Drehbuch schreibt Kunihiko Okada und die Charakterdesigns entwerfen Hirona Okada und Kaori Saito. Die Musik komponiert Satoshi Igarashi.